# 静岡県道18号修善寺戸田線
静岡県道18号修善寺戸田線（しずおかけんどう18ごう しゅぜんじへだせん）は、静岡県伊豆市から戸田峠を越え、沼津市に至る県道（主要地方道）である。

## 概要

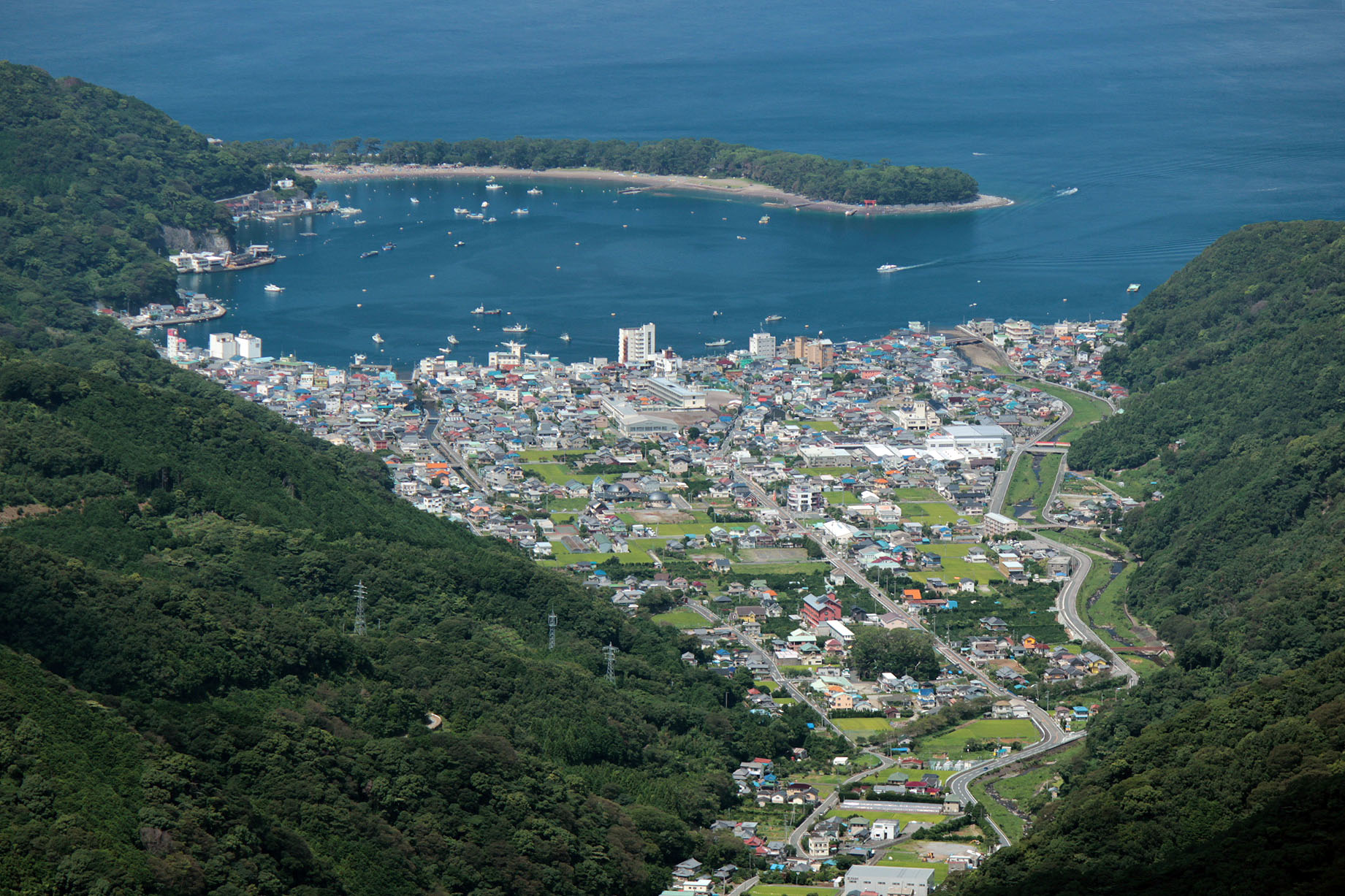
終点の沼津市戸田
谷の中心を県道18号通る

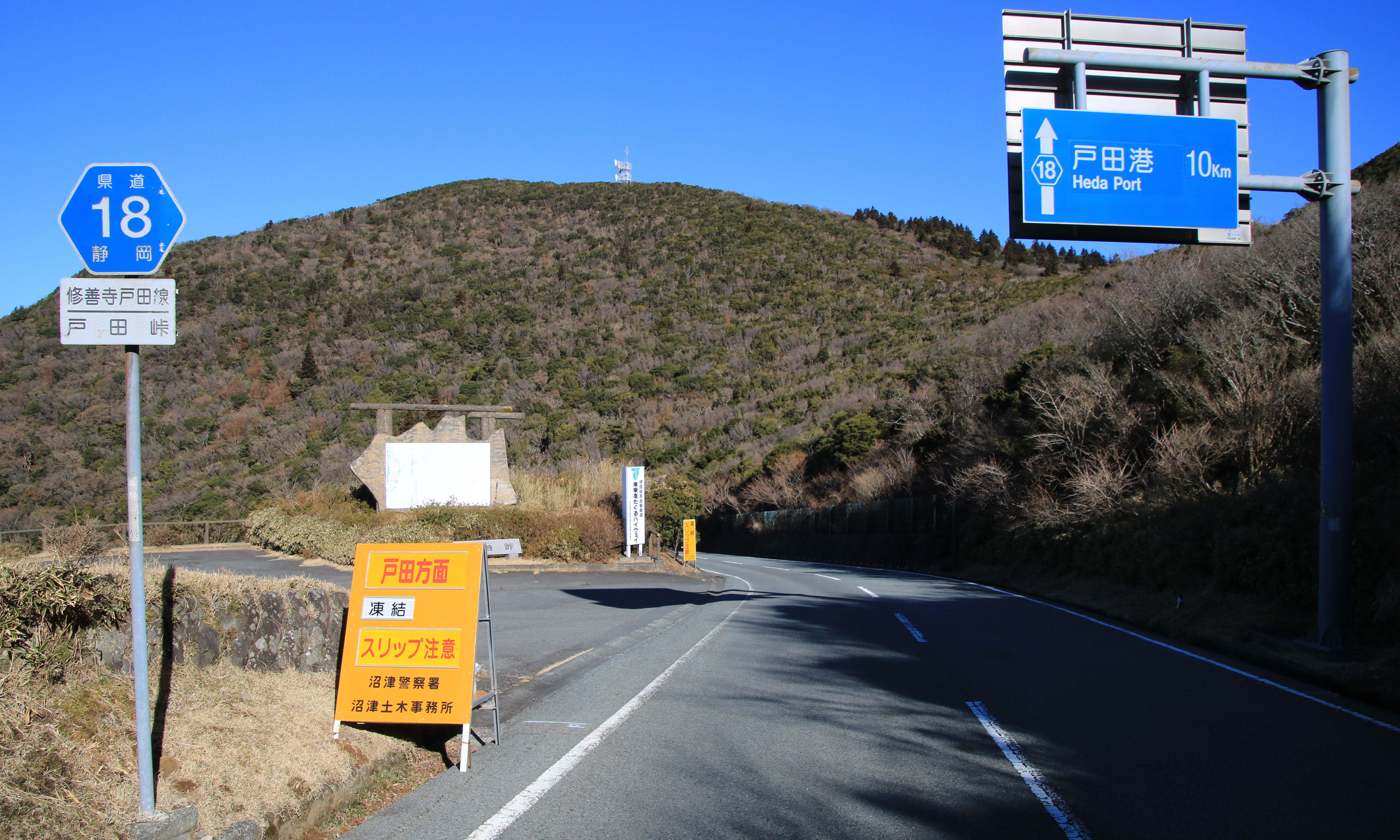
遠景の金冠山と達磨山の間にある戸田峠を通る県道18号

### 路線データ
- 陸上距離 : 21.3 km
- 起点 : 伊豆市修善寺（国道136号交点）
- 終点 : 沼津市戸田（戸田三差路交差点、静岡県道17号沼津土肥線交点）

## 歴史
- 1993年（平成5年）5月11日 - 建設省から、県道修善寺戸田線が修善寺戸田線として主要地方道に指定される[1]。

## 路線状況

### 重複区間
- 静岡県道127号船原西浦高原線（伊豆市修善寺 - 沼津市戸田）

### 道の駅
- くるら戸田（沼津市戸田）

## 地理

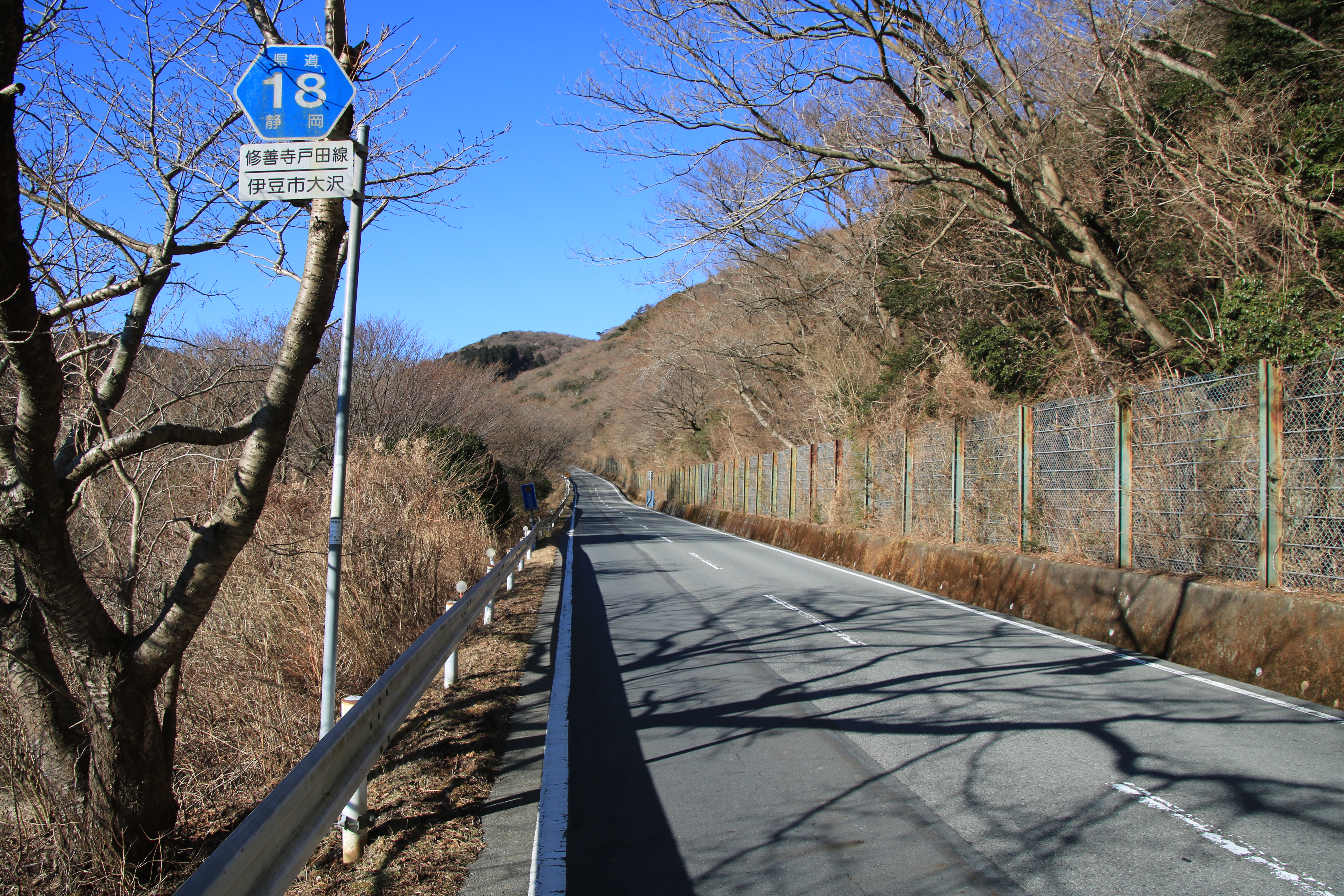
伊豆市大沢

### 通過する自治体
- 伊豆市
- 沼津市

### 交差する道路
- 国道136号（伊豆市修善寺、起点）
- 静岡県道127号船原西浦高原線（伊豆市修善寺）
- 静岡県道127号船原西浦高原線（沼津市戸田）
- 静岡県道17号沼津土肥線（沼津市戸田・戸田三差路交差点、終点）